# Yvonne Laflamme
Pour les articles homonymes, voir Laflamme.
Yvonne Laflamme (1939- ) est une actrice québécoise. 

## Biographie
Elle a connu la célébrité en 1952 pour son interprétation d'Aurore Gagnon dans le film culte La Petite Aurore, l'enfant martyre.
Elle a participé, à titre de chorégraphe, à la création de la comédie musicale Le Vol rose du Flamant (livret de Clémence DesRochers et musique de Pierre F. Brault), qui a été présentée à Montréal, à la Comédie-Canadienne, du 7 au 20 décembre 1964. À 73 ans, elle débuta le tournage d'Aurore 2, un long métrage indépendant qui raconte l'entrée en salle d'une troupe de théâtre qui monte Aurore l'enfant martyr le musical dans une église désaffectée. Elle y joue son propre rôle[réf. nécessaire].

## Filmographie

### Cinéma
- 1952 : La Petite Aurore, l'enfant martyre : Aurore
- 1953 : Cœur de maman : Pauline Paradis

### Télévision
- 1968 - 1971 : Le Pirate Maboule (série télévisée) : Rosa Petipas
- 1976 - 1979 : Grand-Papa (série télévisée) : Mme Riendeau
- 2000 : Le Canada: Une histoire populaire (série télévisée) : Marie de la Visitation

## Anecdotes
Sa fille, Emmanuelle, joue dans le premier épisode du feuilleton Les Filles de Caleb.